# Patrick Wirbeleit
Patrick Wirbeleit (* 31. Oktober 1971 in Lüneburg) ist ein deutscher Illustrator, Comicautor und -zeichner.

## Leben und Werk
Wirbeleit wuchs in Ruschwedel auf und absolvierte eine Ausbildung als Einzelhandelskaufmann, eine nachfolgende Lehre zum Raumausstatter brach er ab. Seit 1995 ist Wirbeleit freier Künstler, seit dem Jahr 2001 Illustrator und Comiczeichner.
2004 hat Wirbeleit sein erstes Pixi-Buch illustriert. Seither sind mehr als 60 von ihm illustrierte oder geschriebene Bücher für Kinder entstanden. Davon alleine 17 „Pixi Bücher“.
In Zusammenarbeit mit dem Zeichner Kim Schmidt schuf er den 2004 beim Carlsen Verlag erschienenen Comic Störtebeker und die in den Jahren 2007 und 2008 bei Tokyopop erschienenen Comics Kleiner Thor. Zusammen mit dem Comiczeichner Volker Sponholz war Wirbeleit Herausgeber der Comicedition Herrimans. Für den bei Herrimans erschienenen Comic Das Baumhaus erhielt er im Jahr 2002 den ICOM-Sonderpreis. Darüber hinaus illustrierte Wirbeleit über sechs Jahre lang die Kulturkolumne der Wirtschaftszeitung Brand eins. 2016 erhielt Patrick Wirbeleit gemeinsam mit Uwe Heidschötter während des 17. Comic-Salons Erlangen den Max-und-Moritz-Preis in der Sparte „Bester Comic für Kinder“ für den Comic Kiste, ließ aber verlesen, dass er den Preis nicht annehme.
2010 initiierte  Patrick Wirbeleit den „Urzeitroboter“. Den Preis für das lustigste Kinderbuch des Jahres. Er beendete die Arbeit daran allerdings bereits 2013 um 2015 den Carl-Buch-Preis ins Leben zu rufen. Dieser wird jährlich im Rahmen des Seiteneinsteiger Lesefestes für die beste Kinderbuch Coverillustration verliehen. Der Preis ist mit 2000 Euro dotiert. Stifter des Preises ist die Firma Carl Buch Elektrotechnik Hamburg.
Wirbeleit ist Vater zweier Kinder und lebt mit seiner Familie in einem Dorf in der Nähe von Buxtehude.